# Enicospilus leucocotis
Enicospilus leucocotis är en stekelart som först beskrevs av Tosquinet 1896.  Enicospilus leucocotis ingår i släktet Enicospilus och familjen brokparasitsteklar. Inga underarter finns listade i Catalogue of Life.